# Becedillas
Becedillas ist ein zentralspanischer Ort und eine Gemeinde (municipio) mit 69 Einwohnern (Stand: 2024) in der Provinz Ávila in der Autonomen Region Kastilien-León. Neben dem Hauptort Becedillas gehört der Weiler Casillas de Chicapierna zur Gemeinde.

## Lage und Klima
Die Gemeinde Becedillas liegt auf der Nordseite der Sierra de Gredos im Südwesten der Provinz Ávila in einer durchschnittlichen Höhe von ca. 1115 m. Die Entfernung nach Ávila beträgt knapp 75 km (Fahrtstrecke) in ostnordöstlicher Richtung. Das Klima ist gemäßigt bis warm; der Regen (817 mm/Jahr) fällt mit Ausnahme der trockenen Sommermonate übers Jahr verteilt.

## Bevölkerungsentwicklung
| Jahr      | 1970 | 1981 | 1991 | 2001 | 2011 | 2021 |
| Einwohner | 378  | 242  | 186  | 154  | 117  | 77   |

## Sehenswürdigkeiten

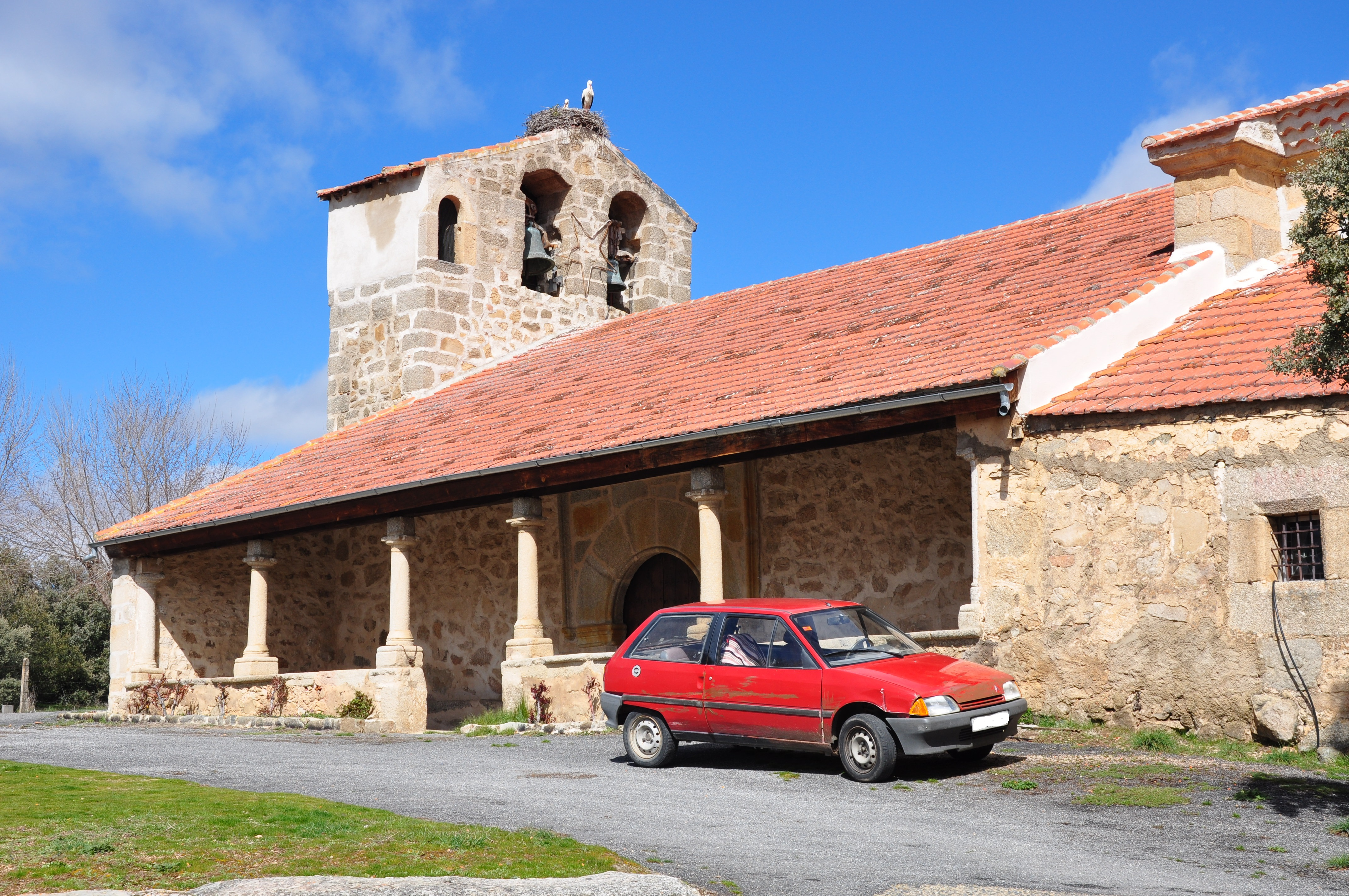
Kirche Mariä Himmelfahrt
- Barbarakapelle

- Kirche Mariä Himmelfahrt